# چارلز هیلی
چارلز هیلی (انگلیسی: Charles Healy; ۴ اکتبر ۱۸۸۳ – تاریخ ورودی نامعتبر است) شناگر، و بازیکن واترپلو اهل ایالات متحده آمریکا بود.